# تشارلز إي. تاتل
تشارلز إي. تاتل (بالإنجليزية: Charles E. Tuttle)‏ هو ناشر أمريكي، ولد في 5 أبريل 1915 في Rutland (town), Vermont ‏ في الولايات المتحدة، وتوفي في 9 يونيو 1993.